# حسین آقابزرگ
دکتر حسین آقا بزرگ متولد سال ۱۳۲۷ه‍.ش و متوفی به سال ۱۳۸۹ در تهران است. وی دارای مدرک دکترای شیمی معدنی از دانشگاه فلوریدا در گینزویل آمریکا بود و دوره فوق دکترای خود را در دانشگاه‌ فلوریدا و مرسر جورجیای آمریکا گذراند.

## تحصیلات رسمی و حرفه‌ای
تحصیلات رسمی دکتر حسین آقا بزرگ به ترتیب زیر است:
لیسانس شیمی: دانشکده علوم دانشگاه تهران، سال ۱۳۵۱ رتبه دوم
فوق لیسانس شیمی، دانشکده علوم دانشگاه تهران، سال ۱۳۵۴، رتبه اول
دکتری (Ph.D) شیمی، معدنی: دانشگاه فلوریدا در گینزویل، سال ۱۹۸۲، فلوریدا، فلوریدا آمریکا
فوق دکتری شیمی معدنی: دانشگاه فلوریدا در گینزویل و دانشگاه مرسر جورجیا، آمریکا، از سال ۱۹۸۲ تا ۱۹۸۳

## فعالیت‌های ضمن تحصیل
حسین آقابزرگ در حین تحصیل به مطالعه و تحقیق پیرامون موضوعاتی چون تهیه کمپلکس‌های منگنزIII به منظور بررسی اثریان_تلر به وسیله پراش پرتوایکس، طیف بینی مرئی و EPR پرداخته‌است.
وقایع میانسالی: حسین آقا بزرگ پس از اخذ مدرک دکترای شیمی از دانشگاه فلوریدا در گنزویل آمریکا، فوق دکترا post doctoral research از دانشگاه فلوریدا به ایران بازگشت و به عنوان عضو هیئت علمی دانشکدهٔ علوم دانشگاه تربیت معلم تهران استخدام شد و مرتبهٔ علمی دانشیاری را کسب نمود.

## مشاغل و سمتهای مورد تصدی
- استادیار دانشگاه مرسرجورجیای آمریکا از سال ۱۹۸۳ تا ۱۹۸۴
- فرصت مطالعاتی: دانشگاه اوتاوای کانادا از سال ۱۳۷۰ تا ۱۳۷۱
- استادیار دانشگاه تربیت معلم تهران سال ۱۳۶۳
- دانشیار دانشگاه تربیت معلم سال ۱۳۶۸
- استاد دانشگاه تربیت معلم سال ۱۳۷۴
- عضو هیئت تحریریه نشریه شیمی و مهندسی شیمی ایران
- عضو هیئت تحریریه مجله بلورشناسی و کانی شناسی ایران
- عضو هیئت تحریریه نشریه فناوری و آموزش
- ویراستار مجله فارسی، نشریه شیمی و مهندسی شیمی ایران
- عضو هیئت امنای بنیاد فردوسی

## فعالیت‌های آموزشی
حسین آقا بزرگ در دانشکدهٔ علوم دانشگاه تربیت معلم تهران به تدریس دروس رشتهٔ شیمی پرداخته و راهنمایی و مشاوره حداقل۱۰۰ پایان‌نامه کارشناسی ارشد و دکترا را بر عهده داشته‌است.
سایر فعالیت‌ها و برنامه‌های روزمره: حسین آقا بزرگ در کنار تدریس به مطالعه و تحقیق و تألیف آثاری پیرامون مطالعه و بررسی ساختار مولکولی کمپلکس‌های منگنزIII به وسیله پراش پرتوایکس_ERP_ زیر قرمز طیف‌های الکترونی _تهیه کمپلکس‌های آمید، پرداخته‌است.
جوائز و نشانها:
- استاد نمونه دانشگاه تربیت معلم تهران اردیبهشت ماه ۱۳۷۳
- پژوهشگر نمونة دانشگاه تربیت معلم تهران ۷ بار متوالی
- پژوهشگر برگزیدة نوزدهمین جشنواره بین‌المللی خوارزمی، بهمن ماه ۱۳۸۴
- پژوهشگر برتر کشوری به مناسبت "مقاله داغ " در هفتمین جشنواره پژوهش و فناوری کشور، آذر ماه ۱۳۸۵
- لوح تقدیر به مناسبت انتشار بیشترین مقالات علمی و پژوهشی دانشگاه تربیت معلم تهران، آذر ماه ۱۳۸۶
- پژوهشگر برتر هفتة پژوهش و فناوری استان تهران، سال‌های ۱۳۸۶ و ۱۳۸۸
- انتخاب از سوی Thomson Reuters  (ISI) در فهرست یک‌درصد دانشمندان برتر جهان، در سال ۲۰۱۰ میلادی، ۲بار
- شیمیدان برجسته کشور از سوی انجمن شیمی ایران، سال ۱۳۸۹
- حدود سی کتاب در زمینه‌های شیمی معدنی، نظریه گروه و تقارن، طیف بینی، بلورشناسی و …

## مقاله‌ها
ارائه بیش از ۲۳۰ مقاله در کنگره‌های داخلی و خارجی و بیش از ۲۶۹ مقاله علی- پژوهشی در نشریه‌های معتبر خارجی. داخلی

## آثار
1. تقارن مولکولی و نظریهٔ گروه، ویژگی اثر: پدیدآورنده: رابرت کارتر، حسن حسینی منفرد (مترجم)، حسین آقابزرگ (ویراستار) ناشر: دانشگاه زنجان - ۲۷ فروردین، ۱۳۸۴
2. شیمی پلیمر، پدیدآورنده: ملکولم استیونز، اردشیر خزایی (مترجم)، عباس شکروی (مترجم)، حسین آقابزرگ (ویراستار) ناشر: دانشگاه تربیت معلم - ۲۵ اردیبهشت، ۱۳۸۶
3. شیمی معدنی ۱، سؤال‌های چهارگزینه‌ای و تشریحی، پدیدآورنده: حسین قدرتی، محمدرضا ملاردی، حسین آقابزرگ، فاطمه سیدمجیدی ناشر: جهاد دانشگاهی (دانشگاه تربیت معلم) - ۱۳۸۲
4. شیمی معدنی ۲: طیف‌های الکترونی، سینتیک و مکانیسم واکنش‌های کمپلکس‌های معدنی، مبحثهای نوین در شیمی، پدیدآورنده: حسین آقابزرگ، حمیدرضا آقابزرگ، شهره نفیسی، محمد یوسفی ناشر: جهاد دانشگاهی (دانشگاه تربیت معلم) - ۳۰ مهر، ۱۳۸۷
5. شیمی معدنی ۲: کلیات و نامگذاری، عددهای کوئوردیناسیون، ایزومری، خواص مغناطیسی و …، پدیدآورنده: حسین آقابزرگ، حمیدرضا آقابزرگ، شهره نفیسی، محمد یوسفی ناشر: جهاد دانشگاهی (دانشگاه تربیت معلم) - ۳۰ مهر، ۱۳۸۷
6. شیمی معدنی ۲: کلیات و نامگذاری، عددهای کوئوردیناسیون، ایزومری، خواص مغناطیسی و نظریه‌های تشکیل پیوند در کمپلکس‌های فلزی، پدیدآورنده: حسین آقابزرگ، حمیدرضا آقابزرگ، شهره نفیسی، محمد یوسفی ناشر: جهاد دانشگاهی (دانشگاه تربیت معلم) - ۰۴ اردیبهشت، ۱۳۸۶
7. شیمی معدنی ۲: منظره فضایی و تقارن مولکولی ترکیب‌های معدنی و آلی، پرسش‌ها و پاسخهای آزمون سراسری کارشناسی ارشد، پدیدآورنده: حسین آقابزرگ، حمیدرضا آقابزرگ ناشر: جهاد دانشگاهی (دانشگاه تربیت معلم) - ۳۱ فروردین، ۱۳۸۴
8. شیمی معدنی ۲، رشته شیمی، پدیدآورنده: منصور عابدینی، حسین آقابزرگ ناشر: دانشگاه پیام نور - ۱۳۸۲
9. مبانی شیمی معدنی، پدیدآورنده: حسین آقابزرگ، حمیدرضا آقابزرگ ناشر: جهاد دانشگاهی (دانشگاه تربیت معلم) - ۱۲ اسفند، ۱۳۸۷
10. مقدمه‌ای بر شیمی معدنی، پدیدآورنده: حسین آقابزرگ، حمیدرضا آقابزرگ ناشر: جهاد دانشگاهی (دانشگاه تربیت معلم) - ۲۳ خرداد، ۱۳۸۵
11. نظریه گروه و تقارن در شیمی، پدیدآورنده: منصور عابدینی، حسین آقابزرگ ناشر: دانشگاه تهران، مؤسسه انتشارات و چاپ - ۱۵ بهمن،

## درگذشت
حسین آقابزرگ دوشنبه، ۱۶ اسفندماه ۱۳۸۹ به دلیل ابتلا به بیماری سرطان، چشم از جهان فروبست.